# Kattwykbrücke
Most Kattwykbrücke je dvižni most v pristanišču Hamburg nad reko Süderelbe (Južna Laba) za železniški in cestni promet. 290 m dolg most povezuje Moorburg z vzhodnim polotokom Kattwyk, ki spada k otoku Hohe Schaar ali Wilhelmsburg na Labi. Kattwykbrücke je bil odprt 21. marca 1973 in je največji dvižni most v Nemčiji s 70-m portali, dvižno višino 46 metrov, svetlo višino 53 metrov in širino prehoda 96 metrov. V času gradnje je bil največji dvižni most na svetu.  Poleg mostu Köhlbrandbrücke, ki je severno, je to drugi most v Hamburgu, ki ga lahko prečkajo celo največje morske ladje. Za ladijski promet v štirih harburških morskih pristaniščih z rafinerijo Shell / Nynas se običajno odpre čez dan vsaki dve uri (na celo število ur) . Prekinitev prometa vozil nato običajno traja 15 do 20 minut.

## Tehnika
Most je sestavljen iz dveh trapezoidnih paličnih nosilcev nad stranskima odprtinama in paralelnim paličnim nosilcem nad glavno odprtino, ki je obešena na 32 jeklenih kablih.
Posebnost mostu je železniška proga, ki poteka sredi ceste. Ker si železniški in cestni promet še vedno delita most, ga je treba zapreti za cestni promet tudi za prehod tovornega vlaka - običajno osem do deset minut. Po izgradnji drugega dvižnega mostu za železnico (2017-2020) bo ta omejitev odpadla.

## Težave
Poljska ladja za razsuti tovor Stanislaw Kulczynski se je leta 1991 zaletela v del mostu na obali pri Wilhelmsburgerju. Ladja je plula v gosti megli, čeprav z dvema pilotoma na krovu, ne pod osrednjim delom mostu, ampak je trčila v nepremični 300 t težek stranski del, ki se je nato podrl in padel v vodo. Poškodovana je bila tudi stražarnica, stražarji so bili na srečo le rahlo poškodovani. Popravilo je stalo več milijonov nemških mark in je trajalo devet mesecev.
Zaradi močnega povečanja prometa in s tem povezane visoke obrabe, je bil most od aprila do oktobra 2005 zaprt za potrebna osnovna popravila. Obnovljena je bila površina ceste, tirnice in vseh 32 jeklenih kablov. Poleg tega je bil izveden večji remont pogonskih motorjev, jeklena konstrukcija pa je bila popravljena in opremljena z novo protikorozijsko zaščito. Da ne bi posegali v ladijski promet kljub delu, je bil srednji del mosta na najvišji višini zagozden. V marcu / aprilu 2006 je bil obnovljen most ponovno zaprt za promet.
Zaradi razpada ležaja na enem izmed štirih kabelskih bobnov, most od konca januarja 2008 do 15. decembra 2008 ni deloval. Po tem, ko je bil most v srednji visoki vodi blokiran približno šest tednov na višini 17 metrov, so ga v začetku marca 2008 dvignili na največjo višino. Obseg popravila pa ni bila samo zamenjava okvarjenega ležaja, temveč tudi zamenjava vseh štirih bobnov. 15 decembra 2008 sta ga hamburški minister za gospodarstvo Axel Gedaschko in Jens Meier, generalni direktor Port Authority Hamburg (HPA) spet odprla za promet.
Konec julija 2011 je okvara mostu ponovno povzročila zaustavitev. Po požaru v nadzorni omari je bil most ustavljen na višini 8 metrov in ga je bilo treba ponovno dvigniti z zasilnim pogonom do največje višine.  Po popravilu je bil most ponovno v obratovanju 10. septembra 2011, tri tedne prej kot je bilo predvideno.
Jeseni 2012 je bila obnovljena železnica in most spet za tri mesece zaprt. 

## Gradnja drugega dvižnega mostu
Železniška proga čez Kattwykbrücke povezuje pristanišče Hohe Schaar čez Hausbruch s trajektnim terminalom Alte Süderelbe. Tako zagotavlja omogoča vožnjo vlakom iz zahodnega pristanišča preko Hafenbahn proti vzhodu in razbremeni južno DB-vozlišče Hausbruch in Harburg . Za povečanje zmogljivosti linije načrtujejo gradnjo ločenega, zelo podobnega, dvotirnega železniškega mostu severno od obstoječega. Povezovalna krivina do kontejnerskega terminala Altenwerder bi morala tako še izboljšati povezavo. 
Aprila 2014 je nadzorni svet pristaniške uprave Hamburg (HPA) sklenil zgraditi nov železniški most. Gradnja bi se morala začeti poleti 2014 in končati leta 2018. Maja 2016 je bil objavljen terminski plan za gradnjo (brez pripravljalnih del) od sredine leta 2017 do spomladi 2020. Predvideni stroški so ocenjeni na 208 milijonov EUR.